# فرانك غالبريث
فرانك غالبريث (بالإنجليزية: Frank Galbreath)‏ هو عازف جاز أمريكي، ولد في 1913، وتوفي في 1971.

## وصلات خارجية
- فرانك غالبريث على موقع ميوزك برينز (الإنجليزية)
- فرانك غالبريث على موقع أول ميوزيك (الإنجليزية)
- فرانك غالبريث على موقع ديسكوغز (الإنجليزية)